# Lithophane bifurca
Lithophane bifurca là một loài bướm đêm trong họ Noctuidae.